# Heinrich Schliemann

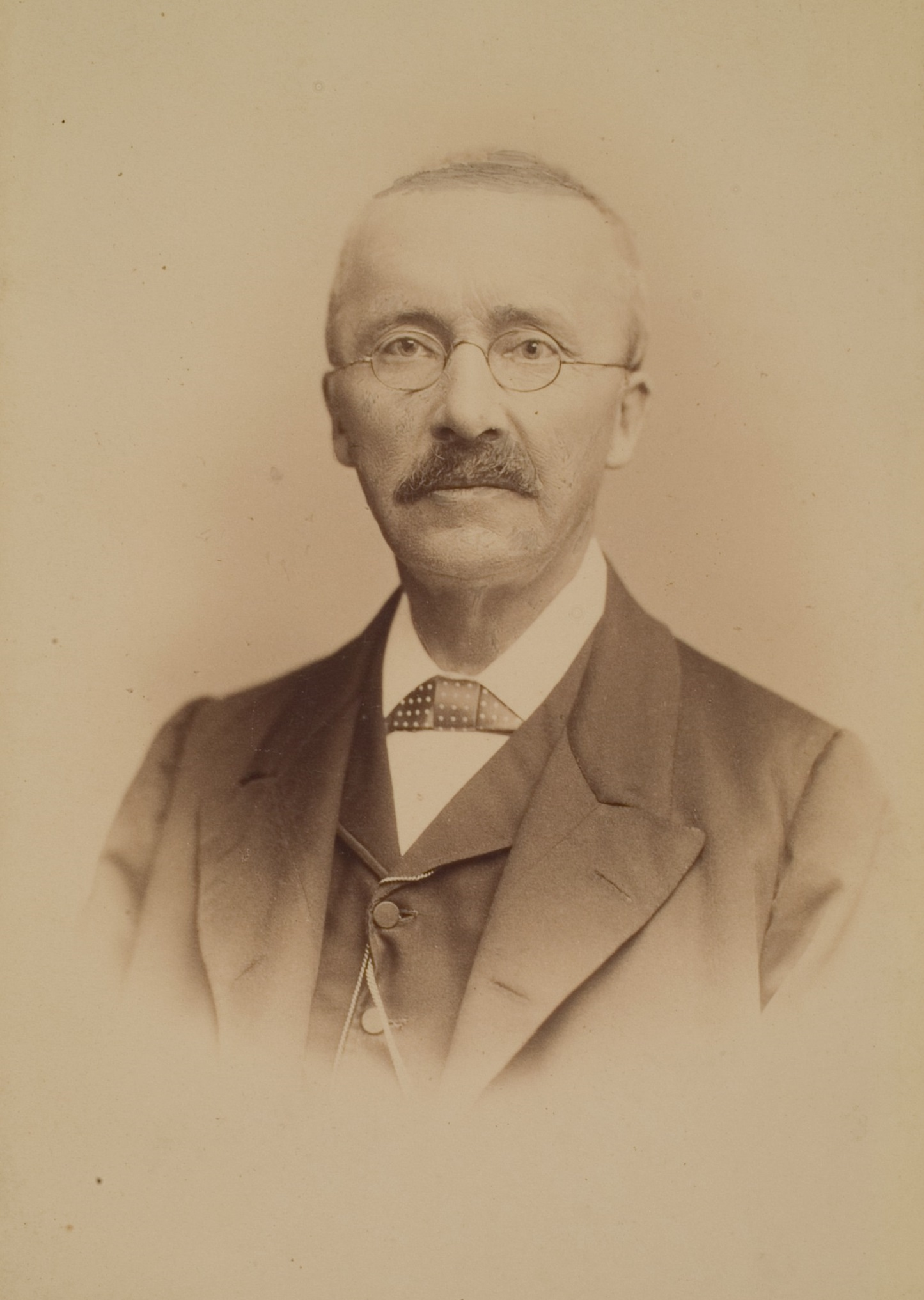
Dr. H. Schliemann

Johann Ludwig Heinrich Julius Schliemann (Neubukow, 6 januari 1822 - Napels, 26 december 1890) was een Duits archeoloog. Hij is bekend geworden door zijn vondst van het oude Troje, en geldt als een van de pioniers van dat vakgebied. Een belangrijke bijdrage van Schliemann is de realisering dat aardewerkstijlen een belangrijke sleutel voor de chronologie vormen.

## Levensloop
Schliemann was een zoon van een Evangelisch-Lutherse dominee, maar hijzelf maakte carrière als handelaar. In 1841 werd hij naar Venezuela gezonden, maar leed schipbreuk voor de Nederlandse kust, en werd handelaar voor een Amsterdamse firma. In deze periode woonde hij ook in Amsterdam (aan de Oudezijds Voorburgwal, en later aan de Bloemgracht). In 1846 werd hij de agent van de firma in Sint-Petersburg, en was daar zo succesvol dat hij het volgende jaar zijn eigen handelsfirma kon oprichten. Onder meer in het Californië van de goudkoorts en in de Krimoorlog breidde hij zijn kapitaal nog eens enorm uit. 
In die tijd trouwde hij voor het eerst, met Jekaterina Petrowna Lyshina (1826–1896), een Russische koopmansdochter. Dit huwelijk was uiteindelijk geen succes.
In 1864 trok Schliemann zich uit de handel terug. Hij maakte een wereldreis, studeerde aan Sorbonne, en in 1868 bezocht hij Griekenland en Turkije. Naar eigen zeggen zag hij Pınarbaşi aan, dat op dat moment door de meeste experts voor Troje werd aangezien, besloot dat het niet met de Ilias overeenstemde, en zocht vervolgens een betere kandidaat, die hij vond in de vorm van Hisarlık. Of dit ook werkelijk zo is gegaan, is onzeker, het is zeer wel mogelijk dat het niet Schliemanns eigen vaststellingen, maar overreding door Frank Calvert geweest is die hem naar Hisarlık heeft geleid. 
In 1869 scheidde hij van zijn eerste vrouw, om onverwijld te trouwen met de zeventienjarige Griekse Sophia Engastromenos, die in 1871 beviel van hun eerste kind Andromache en in 1878 van hun zoon Agamemnon.
Na enkele proefopgravingen in 1870, begon Schliemann in 1871 met de opgravingen in Hisarlık, dat inderdaad Troje bleek te zijn. Hij deed diverse opwindende vondsten, de meest beroemde daarvan is de 'Schat van Priamus', ten onrechte door Schliemann zo genoemd - in werkelijkheid is de laag waarvan hij dacht dat het het Troje van de Trojaanse Oorlog moest zijn, meer dan 1000 jaar ouder. Hij vond deze tegen het eind van zijn eerste serie opgravingen in Troje, in 1873.

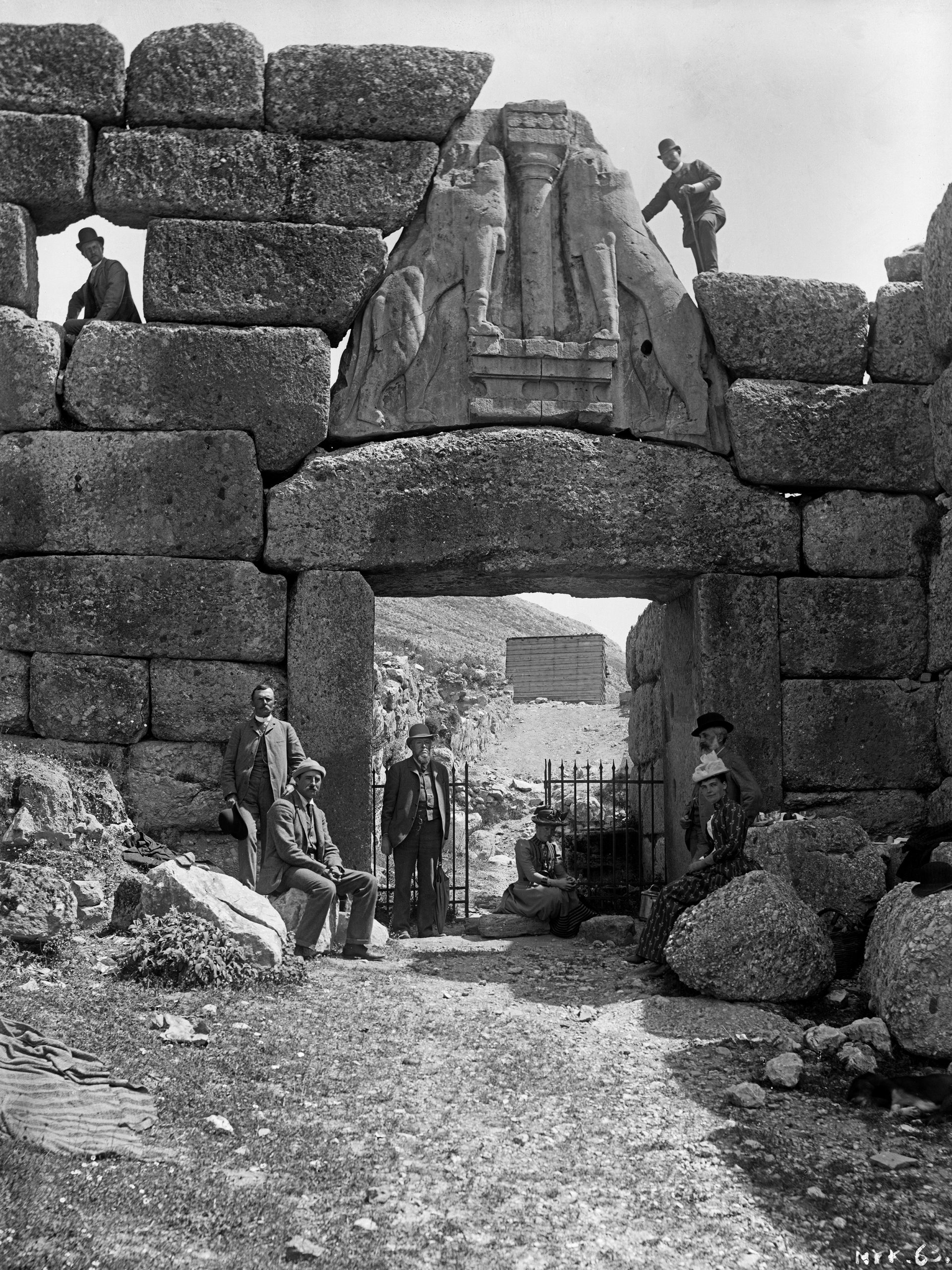
Schliemann en Dörpfeld bij de 'Leeuwenpoort' in Mycene

Hierna toog Schliemann naar Mycene, waar hij het graf van Agamemnon hoopte te vinden. Hij vond opnieuw grote schatten, waaronder het "masker van Agamemnon", hoewel in dit geval opnieuw gebleken is dat zijn vondsten duidelijk ouder zijn dan de Trojaanse Oorlog.
In 1878-1879 groef Schliemann opnieuw in Troje, in 1880-1881 was Orchomenus in Boeotië aan de beurt. Daarna groef hij nog twee keer in Troje (1882 en 1890), en deed opgravingen in Tiryns (1884-1885), en kleiner proefopgravingen op andere plaatsen.
Door zijn opgravingen had Schliemann een grote verzameling archeologische vondsten in zijn bezit, die hij schonk aan het Duitse Rijk, om ze in hun totaliteit te vertonen in een aantal naar hem te noemen zalen in het Königlich-Preußischen Völkerkundemuseum in Berlijn.

## Beoordeling
Zijn werk is erg belangrijk geweest voor de archeologie. Zijn vondsten brachten de oudheid en de archeologie onder de aandacht van het publiek. Daarnaast is ook zijn neiging alles zo snel mogelijk te publiceren, ingegeven door een wens om door de wetenschappelijke elite erkend te worden, zeer nuttig geweest voor de kennis van deze periode. Een andere belangrijke bijdrage van Schliemann is de realisering dat aardewerkstijlen een belangrijke sleutel voor de chronologie vormen.
Collega's uit latere tijden hebben Schliemann echter ook bekritiseerd. Zeker in het begin was hij volgens hen meer een schatgraver dan een archeoloog. Zo zou hij, toen hij in Mykene het 'graf van Agamemnon' gevonden had, zijn helpers naar huis hebben gestuurd. Hij wilde alles zelf opgraven, zodat het in zijn eigen handen bleef. Ook zijn delen van jongere lagen van Troje, in zijn enthousiasme het 'Homerische' Troje te vinden, onherstelbaar vernietigd. Ter verdediging van Schliemann kan men aanvoeren dat in zijn tijd de archeologie nog in de kinderschoenen stond, en het oneerlijk zou zijn hem naar de maatstaven van latere praktijk te beoordelen. Maar ook voor zijn tijd was zijn methode ruw. Aan de andere kant zijn zijn gewoonten op dit punt duidelijk verbeterd, de belangrijkste problemen zijn zijn eerste opgravingen.
Een ander punt van kritiek op Schliemann is dat hij veel autobiografische details simpelweg verzon, wat het voor latere biografen soms vrijwel onmogelijk heeft gemaakt de feiten vast te stellen. Zo is bijvoorbeeld het bekende verhaal dat Schliemann de 'schat van Priamus' bij een op instorten staande muur in de sjaal van zijn vrouw in veiligheid bracht zonder meer gelogen: Sophia Schliemann heeft op het moment van de vondst de opgravingen al verlaten om wegens de dood van haar vader naar Griekenland terug te keren. Vóór Schliemann pleit overigens dat hij dit nooit anders dan in zijn wekelijkse krantencolumn heeft gepubliceerd.
Ten slotte wordt Schliemann wel oneerlijkheid in zijn handelen verweten. Meest bekend is dat hij de 'schat van Priamus' en diverse andere waardevolle vondsten in het geheim van Turkije naar Griekenland smokkelde, en zo de eis dat de helft van alle vondsten aan de Turkse staat moest worden gegeven omzeilde.

## Werken
- Ithaka, der Peleponnes und Troja (1869)
- Troia und seine Ruinen (1875)
- Mykenä (1878)
- Ilias (1881)